# Abdelkader Bensalah
Abdelkader Bensalah, en árabe : عبد القـادر بن صالح (Fellaoucene, 24 de noviembre de 1941-Argel, 22 de septiembre de 2021) fue un político argelino. Fue el presidente del Consejo de la Nación de Argelia desde 2002 hasta 2019, habiendo sido reelegido para su puesto el 9 de enero de 2013 y el 29 de enero de 2019.
El 26 de marzo de 2019, en el contexto de las protestas en Argelia, el general Ahmed Gaïd Salah declaró que Bouteflika era incapaz de seguir ocupando el cargo de presidente de la nación y que, en virtud del Art. 102 de la Constitución nacional, Bensalah debía pasar a ocupar el cargo.

## Biografía
Nació oficialmente el 24 de noviembre de 1941 en Felaoussene, cerca de Tlemcen (Argelia). Los rumores persistentes, que regularmente negó, sugieren que nació en Marruecos y se convirtió en ciudadano argelino después de la guerra de Independencia de Argelia. Después de trabajar en Beirut para dirigir el Centro argelino de información y cultura desde 1970 hasta 1974, regresó a Argelia para trabajar como periodista en el periódico estatal El Chaâb durante tres años, antes de ser elegido para representar a la provincia de Tlemcen en 1977. Doce años después, fue nombrado embajador en Arabia Saudita, una posición que mantuvo hasta 1993. 
Como miembro de la Agrupación Nacional para la Democracia (RND), fue presidente del Consejo Nacional de Transición entre 1994 y 1997 y de la Asamblea Nacional del Pueblo desde 1997 hasta 2002.
Desde julio de 2002, se ha desempeñado como presidente del Consejo de la Nación, la cámara alta del parlamento. Reemplazó a Abdelaziz Bouteflika para algunos deberes presidenciales, como dar la bienvenida a los líderes extranjeros a Argelia, durante la última parte del mandato del expresidente. Fue un fuerte aliado de este último, apoyando su quinta candidatura incluso durante las protestas argelinas de 2019.
Según lo previsto en el artículo 102 de la Constitución argelina, se convirtió en jefe de Estado interino de Argelia el 9 de abril de 2019, siete días después de la renuncia de Abdelaziz Bouteflika. Su mandato podía durar un máximo de 90 días mientras se celebraban las elecciones presidenciales. Por ley, no podía participar en esta elección. El 19 de diciembre, fue sucedido por el ganador de los comicios Abdelmadjid Tebboune.